# Francisco Narbona González
Francisco Narbona González (Sevilla, 1916-Boadilla del Monte, Madrid, 22 de octubre de 2005) fue un periodista español.

## Biografía
De origen sevillano, el estallido de la Guerra Civil le sorprende mientras se iniciaba en la profesión de periodismo, pasando a alinearse con el Bando sublevado. De ideología falangista, en su juventud se caracterizó por sus posturas extremistas (en una ocasión llegó a defender la Inquisición). Entró a trabajar en las redacciones de varios periódicos franquistas, llegando a ejercer como director de los diarios Azul, F.E. y Sevilla, todos ellos pertenecientes a la llamada Cadena de Prensa del Movimiento. De hecho, Narbona fue el fundador y primer director del diario Sevilla.
Posteriormente colaboraría con otras publicaciones como Sur, Pueblo o ABC, y formó parte del equipo fundacional de la revista Diez minutos. En la década de 1960 se trasladó a Italia, donde ejerció como corresponsal de TVE. Gran amante de los toros, fue autor de varias obras sobre el mundo de la tauromaquia. A su regreso a España dirigió durante algún tiempo el centro territorial de TVE en Andalucía.